# Alfio Quarteroni

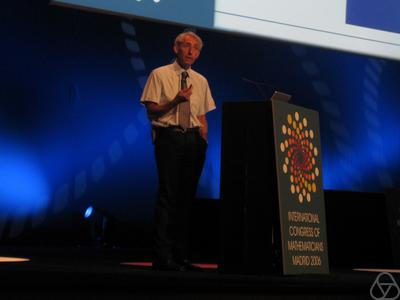
Alfio Quarteroni

Alfio Quarteroni (* 30. Mai 1952 in Ripalta Cremasca bei Cremona) ist ein italienischer Mathematiker, der sich mit Numerischer Mathematik beschäftigt.

## Leben und Wirken
Quarteroni promovierte 1975 an der Universität Pavia (als Absolvent des Collegio Ghislieri) bei Franco Brezzi (Numerical Analysis of Biharmonic Operators with Hybrid Finite Element Method). 1975/76 war er im Forschungszentrum voni Montedison in Novara und danach bis 1986 Forscher am Istituto di Analisi Numerica der italienischen Forschungsgemeinschaft CNR in Pavia. 1986 bis 1989 war er Professor für Numerische Analysis an der Katholischen Universität Brescia. 1990 bis 1992 war er Mathematikprofessor an der University of Minnesota. 1992 bis 1998 war er Direktor des CRS4 (Center for Advanced Research and Development von Sardinien) in Cagliari. Seit 1989 ist er Professor für Numerische Analysis am Polytechnikum Mailand und seit 2002 ist er Direktor des dortigen MOX (Modeling and Scientific Computing). Seit 1998 ist er außerdem Professor für Scientific Computing an der Ecole Polytechnique Fédérale de Lausanne (EPFL) und Direktor am Institut für Analysis und Wissenschaftliches Rechnen der EPFL. Er war unter anderem Gastprofessor am Labor für Numerische Analysis der CNRS an der Universität Paris VI (1979/80, 1985), am ICASE (Institute for Computer Applications in Science and Engineering) des NASA Langley Research Centers (1982) in Hampton (Virginia) und am Minnesota Supercomputing Institute in Minneapolis.
Quarteroni ist ein international führender Wissenschaftler für Wissenschaftliches Rechnen (Scientific Computing) insbesondere in Numerischer Hydrodynamik mit Anwendungen zum Beispiel in der Modellierung der Flüssigkeitsströme im menschlichen Blutkreislauf. Er war auch an hydrodynamischen Simulationen für das Schweizer America’s-Cup-Team von Alinghi (2003) beteiligt und an einem Rekordversuch der Weltumrundung mit einem Solar-Flugzeug des Schweizers Bertrand Piccard (Solar Impulse).
2006 hielt er einen Plenarvortrag auf dem ICM (Cardiovascular Mathematics) und 2002 war er Invited Speaker auf dem ICM in Peking (Mathematical modelling of the cardiovascular system). 1992 erhielt er den NASA Group Achievement Award für grundlegende Arbeiten in numerischer Hydrodynamik und 1984 bis 1988 war er wissenschaftlicher Berater am NASA Langley Research Center (beim ICASE). 2003 erhielt er den Agrumello Preis und 2004 den Outstanding Paper Award der SIAM, deren Fellow er seit 2009 ist. Seit 2004 ist er Mitglied der Accademia dei Lincei und seit 1995 der Lombardischen Akademie der Wissenschaften. Er ist Ehrendoktor für Schiffbau der Universität Triest (2003). 2006 erhielt er einen Preis (Fanfullino d´oro della Riconoscenza) der Stadt Lodi, seinem Wohnort (2009). 2006 erhielt er den Premio Capo d’Orlando per le scienze. 2014 wurde er in die Academia Europaea gewählt. 1992 war er eingeladener Sprecher auf dem Europäischen Mathematikerkongress (ECM) in Paris (Mathematical aspects of domain decomposition methods) und 2020/21 Plenarsprecher auf dem 8. ECM. Für 2024 wurde Quarteroni eine Blaise-Pascal-Medaille zugesprochen.
Er ist verheiratet und hat zwei Töchter.

## Schriften
- mit L. Formaggia, A. Veneziani (Herausgeber): Cardiovascular Mathematics, Springer 2009
- dieselben (Herausgeber): Complex systems in Biomedicine, Springer 2006
- mit M. Emmer (Herausgeber): MATHKNOW, Springer 2009
- Numerical Models for Differential Problems, Springer 2009
- mit R. Sacco, F. Saleri: Numerische Mathematik, 2 Bände, Springer 2002 (englisch: Numerical Mathematics, Springer 2000, 2. Auflage 2007)
- mit C. Canuto, M. Hussaini, T. Zang: Spectral methods. Evolution to complex geometries and applications to fluid dynamics, Springer 2007
- dieselben: Spectral methods. Fundamentals in single domains, Springer 2006
- dieselben: Spectral methods in fluid dynamics, Springer 1988
- mit A. Valli: Numerical approximation to partial differential equations, Springer 1994, 2. Auflage 1997
- mit A. Valli: Domain decomposition methods for partial differential equations, Oxford University Press 1999
- mit F. Saleri: Wissenschaftliches Rechnen mit Matlab, Springer 2006 (englisch: Scientific calculation with Matlab and Octave, Springer 2006)
- mit Luca Dedè, Francesco Regazzoni: Modeling the cardiac electromechanical function: A mathematical journey, Bulletin of the AMS, 2022,Online
- Algorithms for a New World: When Big Data and Mathematical Models Meet, Springer 2022